# Hermann von Brüggenei
Hermann von Brüggenei, detto Hasenkamp e noto anche come Bugseney, Brügeney, Brüggenei-Hasenkamp o Hasenkamp von Brüggeney (1475 – 4 febbraio 1549), fu Gran Maestro dell'Ordine di Livonia in carica dal 1535 al 1549.

## Biografia
Lontano discendente del Gran maestro Wennemar von Brüggenei (in carica dal 1389 al 1401), Hermann giunse in Livonia da bambino. Entrò, una volta cresciuto, a far parte dell'Ordine teutonico. Dal 1513 al 1519, fu commendatore nel castello di Riga. Dopo la morte del Landmarschall Johann von dem Broele nel 1529, fu incaricato di assumere tale ruolo. Nel 1533, fu nominato coadiutore dal Landmeister Wolter von Plettenberg. Dopo la morte di quest'ultimo nel 1535, Hermann von Brüggenei divenne suo successore.
Hermann von Brüggenei fu in grado di operare di un contesto politicamente tranquillo, poiché dal 1531 con il Granducato di Mosca era stata stipulata una pace di 20 anni. Anche con l'arcivescovo di Riga, non ci furono particolari problemi gestionali, contrariamente ai secoli precedenti. Sebbene i cavalieri di Livonia avessero ottenuto uno status formalmente e sostanzialmente autonomo dall'Ordine teutonico durante von Plettenberg e ciò sembrava aprire ad uno sviluppo, nel corso del 1500 la Confederazione della Livonia entrò in una fase di lento e irreversibile declino, pur senza esserci stati eventi di rilievo che avessero pesantemente intaccato la quotidianità della vita in Livonia.
In campo religioso, Wennemar con Brüggenei sostenne la Chiesa cattolica contro la Riforma protestante. Von Brüggenei morì nel 1549, probabilmente a causa della peste.
Il suo successore fu Johann von der Recke.